# Jeff Bean
Jeff Bean (ur. 11 stycznia 1977 w Ottawie) – kanadyjski narciarz dowolny. Jego największym sukcesem jest srebrny medal w skokach akrobatycznych wywalczony na mistrzostwach świata w Ruka w 2005 roku. Jego najlepszym wynikiem olimpijskim jest czwarte miejsce w skokach akrobatycznych na igrzyskach olimpijskich w Salt Lake City. Najlepsze wyniki w Pucharze Świata osiągnął w sezonie 2002/2003, kiedy to zajął trzecie miejsce w klasyfikacji generalnej i trzecie w klasyfikacji skoków akrobatycznych. Był też między innymi piąty w klasyfikacji generalnej i czwarty w skokach w sezonie 2001/2002.
W 2007 r. zakończył karierę.

## Osiągnięcia

### Igrzyska olimpijskie
| Miejsce | Dzień     | Rok  | Miejscowość    | Konkurencja        | Zwycięzca     |
| ------- | --------- | ---- | -------------- | ------------------ | ------------- |
| 11.     | 18 lutego | 1998 | Nagano         | Skoki akrobatyczne | Eric Bergoust |
| 4.      | 19 lutego | 2002 | Salt Lake City | Skoki akrobatyczne | Aleš Valenta  |
| 19.     | 23 lutego | 2006 | Turyn          | Skoki akrobatyczne | Han Xiaopeng  |

### Mistrzostwa świata
| Miejsce | Dzień       | Rok  | Miejscowość          | Konkurencja        | Zwycięzca        |
| ------- | ----------- | ---- | -------------------- | ------------------ | ---------------- |
| 16.     | 13 lutego   | 1999 | Meiringen            | Skoki akrobatyczne | Eric Bergoust    |
| 8.      | 20 stycznia | 2001 | Whistler             | Skoki akrobatyczne | Alaksiej Hryszyn |
| 22.     | 1 lutego    | 2003 | Deer Valley          | Skoki akrobatyczne | Dmitrij Archipow |
| 2.      | 18 marca    | 2005 | Ruka                 | Skoki akrobatyczne | Steve Omischl    |
| 9.      | 10 marca    | 2007 | Madonna di Campiglio | Skoki akrobatyczne | Han Xiaopeng     |

#### Miejsca w klasyfikacji generalnej
- sezon 1995/1996: 55.
- sezon 1996/1997: 23.
- sezon 1997/1998: 26.
- sezon 1998/1999: 26.
- sezon 1999/2000: 41.
- sezon 2000/2001: 19.
- sezon 2001/2002: 5.
- sezon 2002/2003: 3.
- sezon 2003/2004: 54.
- sezon 2004/2005: 23.
- sezon 2005/2006: 26.
- sezon 2006/2007: 23.

#### Miejsca na podium
1. Kirchberg – 2 lutego 1996 (skoki) – 3. miejsce
2. Tignes – 7 grudnia 1996 (skoki) – 3. miejsce
3. Kirchberg – 19 lutego 1997 (skoki) – 1. miejsce
4. Kirchberg – 20 lutego 1997 (skoki) – 1. miejsce
5. Mount Buller – 2 sierpnia 1997 (skoki) – 3. miejsce
6. Deer Valley – 6 stycznia 2001 (skoki) – 2. miejsce
7. Mont Tremblant – 12 stycznia 2002 (skoki) – 2. miejsce
8. Whistler – 27 stycznia 2002 (skoki) – 3. miejsce
9. Mount Buller – 7 września 2002 (skoki) – 1. miejsce
10. Mont Tremblant – 12 stycznia 2003 (skoki) – 1. miejsce
11. Lake Placid – 19 stycznia 2003 (skoki) – 3. miejsce
12. Špindlerův Mlýn – 1 marca 2003 (skoki) – 2. miejsce
13. Lake Placid – 14 stycznia 2005 (skoki) – 3. miejsce
14. Lake Placid – 16 stycznia 2005 (skoki) – 2. miejsce
15. Mont Gabriel – 8 stycznia 2006 (skoki) – 2. miejsce
16. Lake Placid – 21 stycznia 2006 (skoki) – 2. miejsce
17. Jilin – 9 grudnia 2006 (skoki) – 3. miejsce

- W sumie 4 zwycięstwa, 6 drugich i 7 trzecich miejsc.